# Machaquilá

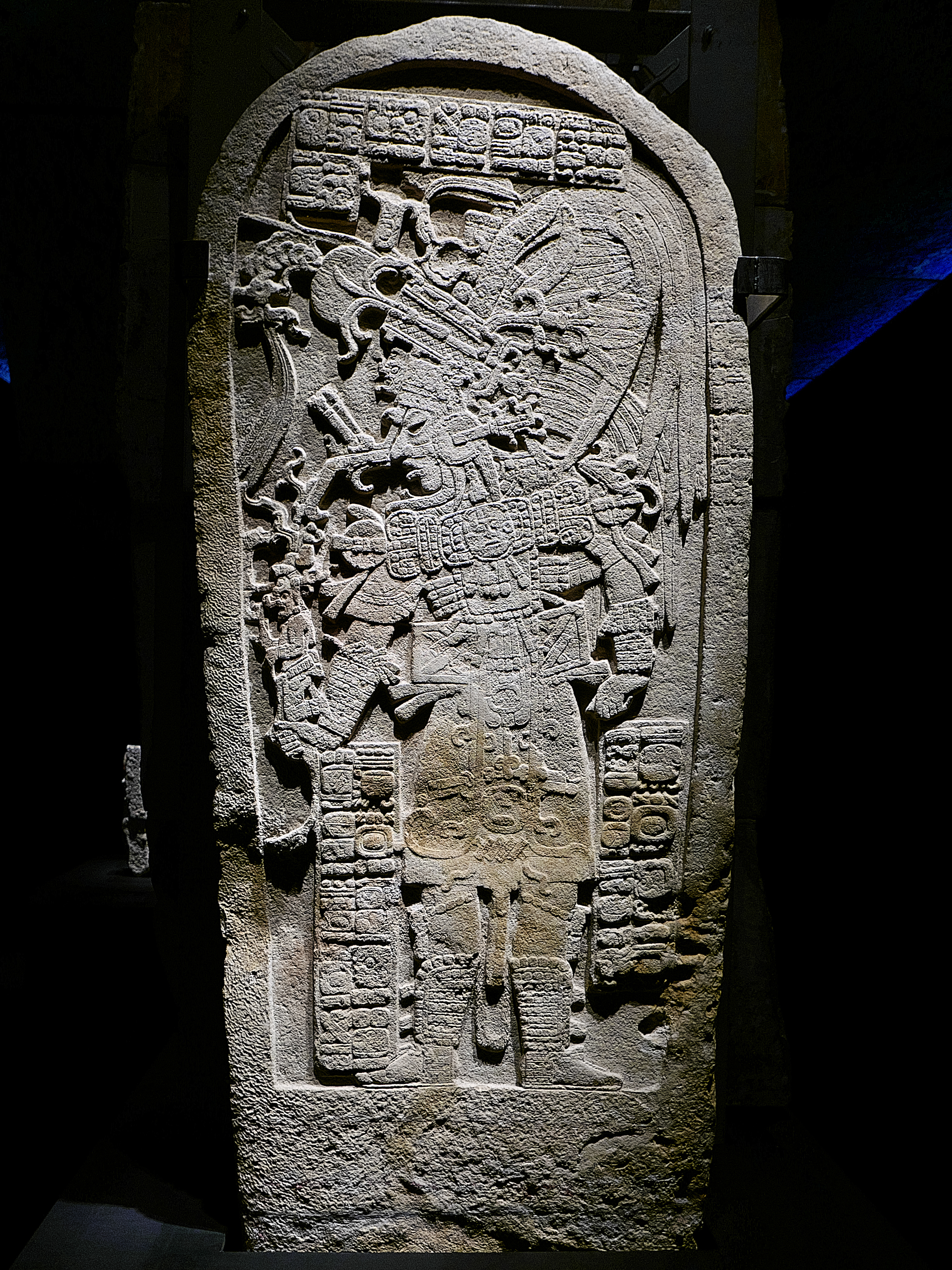
Stela 3 z Machaquilá (Narodowe Muzeum Archeologii i Etnologii w Gwatemali)

Machaquilá – prekolumbijskie stanowisko archeologiczne położone w Gwatemali w południowej części departamentu Petén. Jeden z ośrodków cywilizacji Majów. 

## Opis
Stanowisko położone jest około 90 km na zachód od miasta Poptún, 80 km na południowy wschód od Sayaxché i 30 km od innego miasta Majów Seibal. Leży nad brzegiem rzeki Machaquilá, która jest głównym dopływem rzeki Pasión. Stanowisko znajduje się w stosunkowo odizolowanym regionie, jednak w okresie klasycznym przebiegał przez nie szlak handlowy ciągnący się od gór Maya na wschodzie do rzeki Pasión na zachodzie, aż do rzeki Usumacinta. 
Centrum miasta obejmujące główne zespoły architektoniczne zajmuje około 0,5 km2. Natomiast otoczona plantacjami i niewielkimi osadami wiejskimi, rozległa strefa peryferyjna z licznymi strukturami mieszkalnymi i niewielkimi placami ceremonialnymi rozciąga się na ok. 6 km2.
Większość budynków skupiona jest wokół placów A i C, ale są one słabo zachowane. Plac A rozciąga się w zachodniej części miasta i stanowi kompleks ceremonialny, na który składa się kilka piramid (tzw. Struktury 16–20 oraz 22). Przy każdej z nich odkryto stele i ołtarze. Badacze przypuszczają, że w obrębie tego kompleksu znajdowały się grobowce władców. Plac od reszty miasta oddziela tzw. Struktura 45 pełniąca prawdopodobnie funkcję mieszkalną. Elewację budowli pokrywała okładzina z wapienia o różnych odcieniach, co podkreślało dekoracyjne detale reliefów.
W południowej części zlokalizowany jest Plac C. Archeolodzy przypuszczają, że to kompleks mieszkalny elit. Charakteryzuje się niewysokimi budowlami o wielokondygnacyjnych tarasach i wewnętrznym dziedzińcem otoczonym krużgankami. Odkryto również kanały odprowadzające wodę, co dowodzi zaawansowanych rozwiązań inżynieryjnych. Służyły one nie tylko dla wygody mieszkańców, ale też chroniły fundamenty przed wilgocią.

## Historia
Badania archeologiczne wskazują, że Machaquilá powstała około 250 roku n.e. we wczesnym okresie klasycznym, gdy wzniesiono pierwsze platformy i niewielkie świątynie.
Szczyt rozwoju przypadł na okres klasyczny, między VI a IX wiekiem n.e., gdy miasto rozrosło się do co najmniej dziewięciu placów ceremonialnych otoczonych piramidami, pałacami i licznymi stelami. Najważniejsze inskrypcje, w tym dotyczące panowania lokalnej dynastii pochodzą z IX wieku n.e. i dokumentują polityczne powiązania z ośrodkami takimi jak Cancuén czy Dos Pilas.
Ostatnie daty zawarte na stelach wskazują, że miasto zostało opuszczone ok. 900 roku n.e., kiedy to zaprzestano wznoszenia nowych monumentów i użytkowania placów ceremonialnych.

## Odkrycie i badania
Około 1958 roku geolog Alfonso Escalante z Union Oil Company w trakcie badań geologicznych natknął się na rzeźbione kamienie. Jednak pierwszej szczegółowej dokumentacji archeologicznej dokonał brytyjski majanista Ian Graham, który dotarł do Machaquilá w maju 1961 roku i rozpoczął badania struktur oraz inskrypcji. Udokumentował ponad dwadzieścia stel i ołtarzy za pomocą fotografii i rysunków.
Szkice planów architektonicznych i sprawozdanie, które przygotował opublikowane zostały w czasopiśmie Expedition Magazine wydawanym przez Muzeum Archeologii i Antropologii Uniwersytetu Pensylwanii.
W końcówce lat 70. Gwatemalski Instytut Antropologii i Historii włączył Machaquilę do państwowego programu rejestru stanowisk archeologicznych na terenie Gwatemali (Atlas Arqueológico de Guatemala), nanosząc na mapy pozycje wszystkich znanych monumentów.
W drugiej połowie lat 80. podjęto pierwsze wykopaliska na centralnych placach, odsłaniając konstrukcje piramid i pałaców. Przeprowadzono także analizy ceramiki oraz próbek organicznych, co pozwoliło precyzyjniej określić kolejne fazy osadnictwa.
Od 2004 roku badania odbywają się w ramach „Proyecto Machaquilá”, realizowanego przez Gwatemalski Instytut Antropologii we współpracy z Uniwersytetem Complutense w Madrycie. Przez pierwsze lata (2004–2012) dominowały systematyczne wykopaliska na placach centralnych, dokumentacja inskrypcji i analiza materiałów kulturowych.
Natomiast po 2012 roku główny nacisk położono na badania nieinwazyjne: skanowanie metodą Lidar, georadarem i fotogrametrię, które ujawniły rozległe zabudowania poza centrum. Kolejne prace skoncentrowały się na konserwacji odsłoniętych elementów, monitoringu stanu zachowania oraz i zabezpieczaniu terenu przed ekspansją rolnictwa.